# Archieparquía de Acre
La archieparquía de Acre, de Ptolemaida o de San Juan de Acre, Haifa, Nazaret y toda la Galilea (en latín: Archieparchia Ptolemaidensis y en árabe: أبرشية عكا وحيفا والناصرة وسائر الجليل للروم الملكيين الكاثوليك‎) es una circunscripción eclesiástica de la Iglesia católica en Tierra Santa. Se trata de una archieparquía greco-católica melquita, inmediatamente sujeta al patriarca de Antioquía de los melquitas. Desde el 18 de marzo de 2019 su archieparca es Youssef Matta.

## Territorio y organización

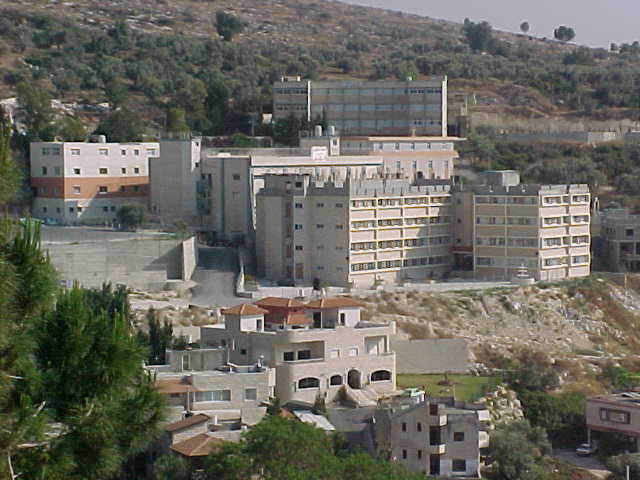
Mar Elias educational campus de I'billin, complejo educativo de la Iglesia greco-católica melquita de Acre, fundado por el archieparca Elias Chacour

La archieparquía extiende su jurisdicción sobre los fieles de rito bizantino melquita residentes en Galilea en Israel y el extremo norte de Cisjordania en los Territorios Palestinos. Su límite sur coincide que el límite norte tradicional del patriarcado de Jerusalén, una línea imaginaria desde un poco al norte de Cesarea Marítima en el mar Mediterráneo hacia las fuentes del río Yarmuk en Jordania. Al norte de esta línea comprende en Israel el centro y norte del distrito de Haifa y la mayor parte del distrito Norte (excepto su parte sudeste y las Alturas del Golán) y en Cisjordania el extremo norte de la gobernación de Yenín.

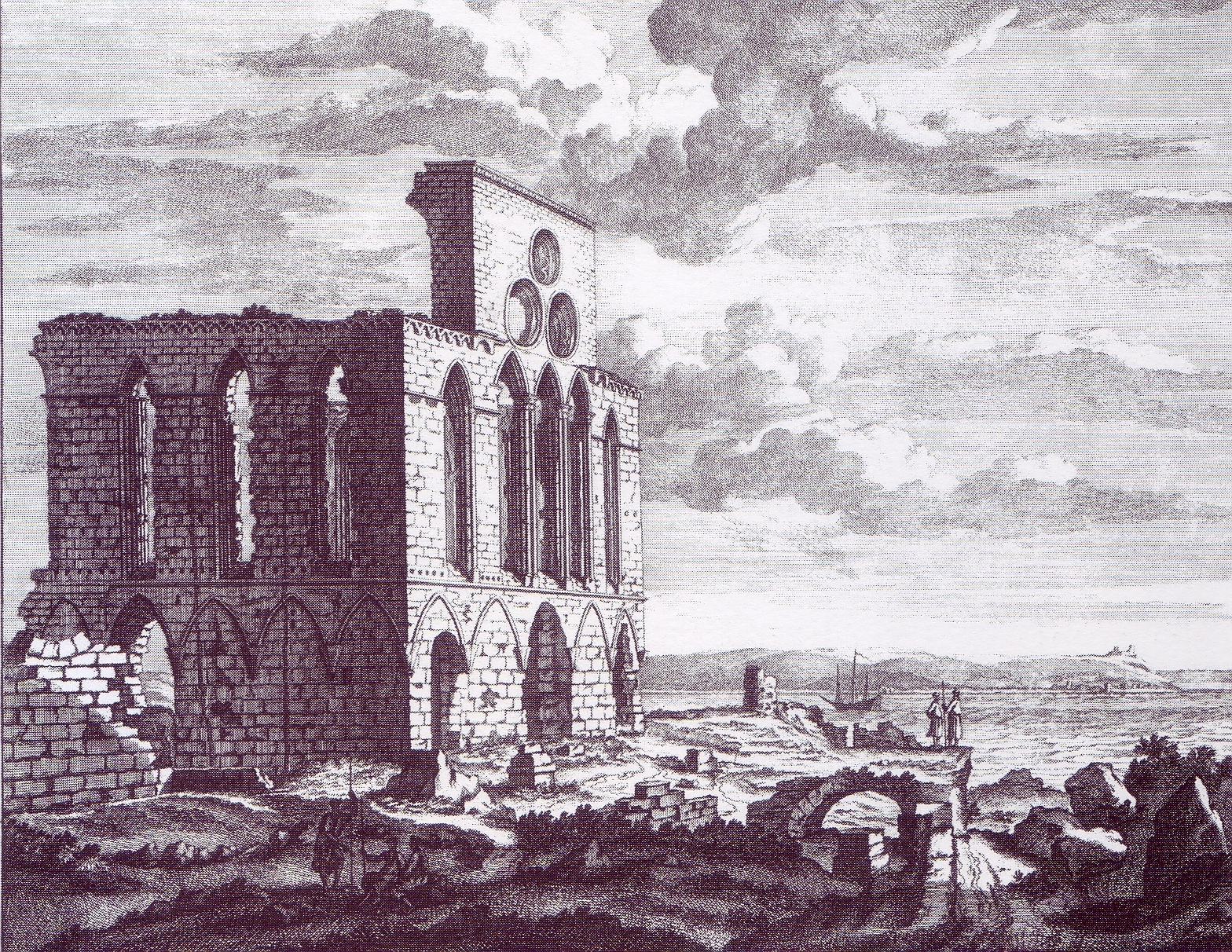
Iglesia de San Andrés (Acre)

La sede de la archieparquía se encuentra en la ciudad de Haifa, en donde se halla la Catedral de San Elías.

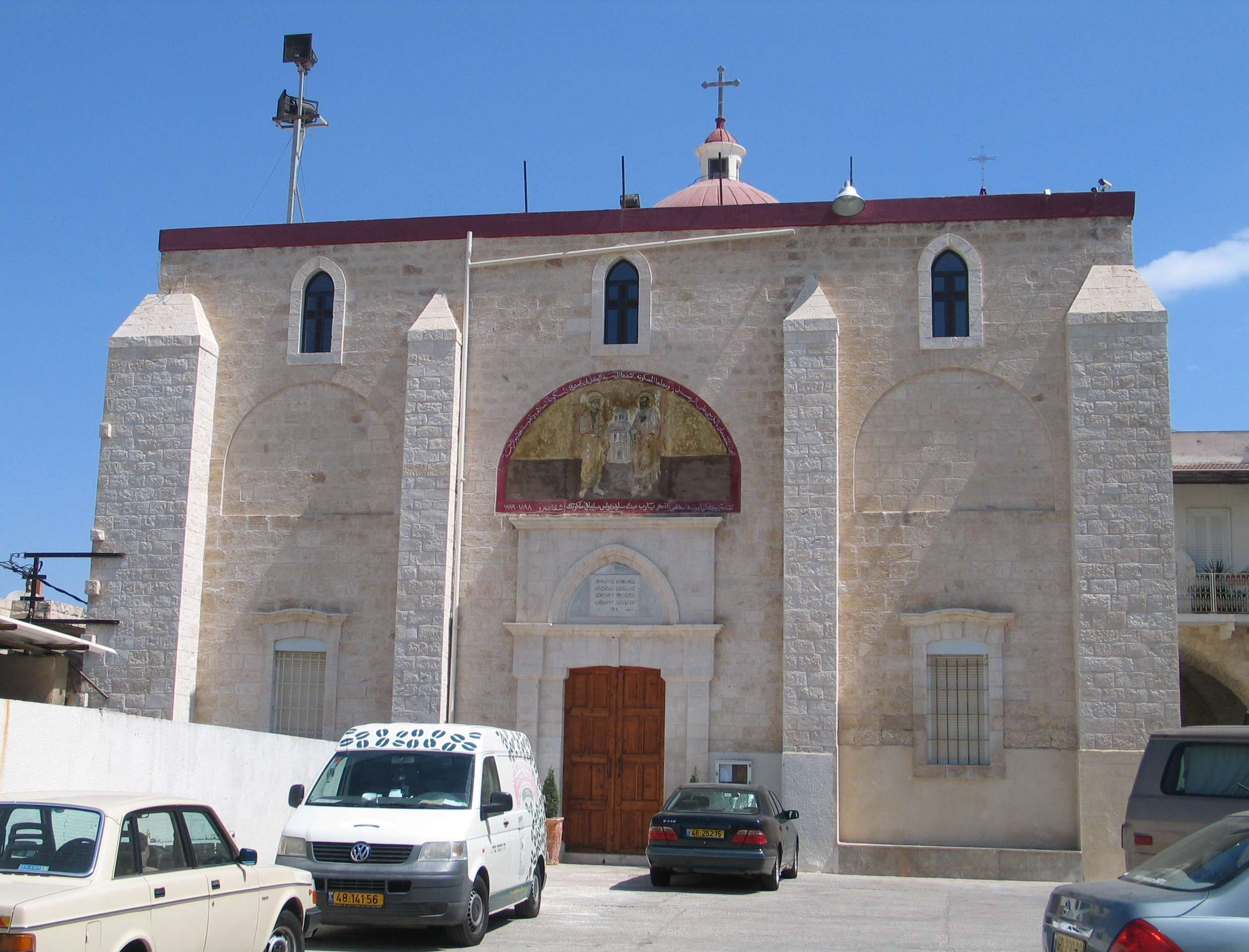
Iglesia de San Pedro y San Pablo (Shefa-'Amr)

En 2020 en la archieparquía existían 37 parroquias:
- San Andrés el Apóstol, en Acre
- Iglesia de la Dormición, en Arraba
- Santos Pedro y Pablo, en Bi'ina
- San Juan el Amado, en Deir Hanna
- San Jorge, en Eilabun
- San Elías, en Fassuta
- Catedral de San Elías, en Haifa
- San Jorge, en Horfeis
- San Jorge, en I'billin
- Dormición de la Virgen, en Iqrit
- San Elías, en Isfiya
- Anunciación, en Jaffa de Nazaret
- San Jorge, en Jadeidi
- San Jorge, en Yenín (gobernación de Yenín en Cisjordania)
- Santos Pedro y Pablo, en Gush Halav (o Jish)
- Anunciación, en Kfar Cana
- Transfiguración, en Kfar Yossef
- San Jorge, en Maghar
- San Antonio el Grande, en Makr
- San Andrés el Apóstol, en Mazra'a (sin templo)
- Dormición de la Virgen, en Mi'ilya
- Anunciación, en Nazaret
- San Jorge, en Peqi'in y Nuestra Señora de Galilea, en Bouke’a-Makhoul
- Dormición de la Virgen, en Rama
- Nuestra Señora de Galilea, en Reineh
- San José, en Sajnin
- Santos Pedro y Pablo, en Shefa-'Amr
- San Jorge, en Tarshiha
- Santos Pedro y Pablo, en Tiberíades
- San Felipe el Apóstol, en Touran
- San Nicolás, en Wadi Salameh
- San Jorge, en Zababdeh (gobernación de Yenín en Cisjordania)

Dependen de la catedral las iglesias de:
- Natividad de la Virgen, en Haifa
- San Gabriel, en Haifa
- San Gregorio, en Wadi al-Jimal

## Historia

### Sede antigua
Ptolemaida de Fenicia fue una sede episcopal de la provincia romana de Fenicia Primera en la diócesis civil de Oriente. Era parte del patriarcado de Antioquía y fue sufragánea de la arquidiócesis de Tiro, como se evidencia por una Notitia Episcopatuum del siglo VI. La introducción del cristianismo en Ptolemaida se remonta a los tiempos apostólicos, ya que fue visitada por Pablo de Tarso durante su tercer viaje descrito en los Hechos de los Apóstoles (Hechos 21.7), permaneciendo algunos días con la comunidad cristiana local. Poco después la ciudad tenía una comunidad cristiana fuerte. 
En el siglo III se estableció una sede episcopal en Ptolemaida, que fue sufragánea de la arquidiócesis metropolitana Tiro hasta las Cruzadas. El primer obispo conocido fue Clarus, quien en 190 asistió a un concilio al que asistieron algunos obispos de Fenicia y Palestina para tratar el tema de la fecha de la fiesta de Pascua. El siguiente obispo que se conoce fue en el siglo IV, Enea, que participó en el Concilio de Nicea I en 325 y en el sínodo celebrado en Antioquía en 341. Nectabus fue uno de los padres del Concilio de Constantinopla I en 381. Entre los siglos IV y V vivió el obispo Antíoco, opositor de Juan Crisóstomo. Heladio asistió al Concilio de Éfeso en 431. Pablo participó en el concilio celebrado en Antioquía en 445 para juzgar la obra de Atanasio de Perre y en el Concilio de Calcedonia en 451. El nombre de Photinus está documentado por una inscripción, fechada en 485/486 y encontrada entre los restos de una iglesia bizantina en el sitio de Shavei Tzion. Juan participó en el concilio provincial, presidido por el metropolitano Epifanio de Tiro el 16 de septiembre de 518, contra Severo de Antioquía y el partido monofisita y firmó la carta sinodal. Finalmente, el último obispo conocido es Jorge, quien participó en el segundo concilio de Constantinopla en 553. El sello ha devuelto el nombre del obispo Juan, cuyo sello data del siglo XI, una indicación de que todavía existía una sede griega en la ciudad en ese momento.
Ptolemaida fue perdida por el Imperio bizantino y cayó en manos del Califato ortodoxo en 638. Tras el cisma de Oriente 1054 la sede quedó dentro de la Iglesia ortodoxa en el patriarcado ortodoxo de Antioquía.
La ciudad fue llamada San Juan de Acre por los cruzados, quienes la conquistaron en 1104, pasó a formar parte del Reino de Jerusalén y la transformaron en una diócesis de rito latino con sede en la catedral de la Santa Cruz. Contra la práctica y tradición eclesiástica oriental, los cruzados tomaron la diócesis, junto con otras del sur de Fenicia, del patriarcado de Antioquía, para someterla como sufragánea del patriarca latino de Jerusalén. 
Después de la caída de Jerusalén en 1187, la sede del patriarca se trasladó temporalmente a Tiro y luego a Acre en 1191; el patriarca regresó a Jerusalén en 1229, cuando la ciudad fue devuelta a los cruzados, luego nuevamente a Acre en 1244. Acre tuvo su propio obispo hasta 1263, cuando los patriarcas de Jerusalén la administraron hasta que la ciudad cayó en manos del sultán Jalil en 1291, que puso fin a la presencia europea latina en Tierra Santa. El obispo más conocido de Acre fue el cronista Jacques de Vitry. Desde el siglo XIV, Ptolemaida de Fenicia se cuenta entre las sedes episcopales titulares de la Iglesia católica.

### Sede moderna
La sede volvió a manos ortodoxas y al producirse la división permanente del patriarcado ortodoxo de Antioquía con el establecimiento del patriarcado católico de Antioquía de los melquitas el 20 de septiembre de 1724, Acre estaba unida a Tiro y a Sidón. Fue erigida en eparquía católica melquita separada de Tiro en 1753 por el patriarca melquita Cirilo VI Tanas tras la adhesión del arzobispo ortodoxo de Acre a la Iglesia melquita. Luego fue nuevamente reunida con Tiro e independizada de nuevo en 1804 pero con sede trasladada a Haifa. 
En 1907 le fue agregada el área de Transjordania al norte del río Zarqa, separada del vicariato patriarcal melquita de Jerusalén (hoy territorio dependiente del patriarca). El 2 de mayo de 1932 perdió el sector transjordano al crearse la archieparquía de Petra y Filadelfia mediante la bula Apostolica Sedes del papa Pío XI.

Cum itaque in regione illa, quae per mare Mortuum ac Jordanem flumen a Palaestina seiungitur et ab hoc flumine Transjordaniam nomen sumit, christiani populi orientalis ritus, ad unam et sanctam catholicam Ecclesiam magis in dies cor et oculos vertentes, in communitatem sat incolarum numero praestantem coaluerint, peropportunum Nobis visum est eamdem, regionem canonice ordinare, ipsamque ad verae et propriae dioecesis dignitatem eveher (...)

El 18 de noviembre de 1964 la eparquía de Acre fue elevada al rango de archieparquía con la bula Episcopalis synodus del papa Pablo VI.

## Estadísticas
Según el Anuario Pontificio 2019 la archieparquía tenía a fines de 2020 un total de 71 505 fieles bautizados.
| Año                                                                             | Población            | Población | Población      | Sacerdotes | Sacerdotes    | Sacerdotes    | Bautizados por sacerdote | Diáconos permanentes | Religiosos | Religiosos | Parroquias |
| Año                                                                             | Bautizados católicos | Total     | % de católicos | Total      | Clero secular | Clero regular | Bautizados por sacerdote | Diáconos permanentes | Varones    | Mujeres    | Parroquias |
| ------------------------------------------------------------------------------- | -------------------- | --------- | -------------- | ---------- | ------------- | ------------- | ------------------------ | -------------------- | ---------- | ---------- | ---------- |
| 1950                                                                            | 37 500               | 500 000   | 7.5            | 22         | 20            | 2             | 1704                     |                      |            | 3          | 28         |
| 1959                                                                            | 19 560               | 2 000 900 | 1.0            | 29         | 27            | 2             | 674                      |                      |            | 18         | 30         |
| 1970                                                                            | 32 000               | 2 000     | 1.6            | 21         | 21            |               | 1523                     |                      |            | 10         | 33         |
| 1980                                                                            | 40 000               | ?         | ?              | 24         | 18            | 6             | 1666                     |                      | 6          | 47         | 25         |
| 1990                                                                            | 40 000               | ?         | ?              | 30         | 25            | 5             | 1333                     | 1                    | 8          | 46         | 38         |
| 1997                                                                            | 54 000               | ?         | ?              | 28         | 24            | 4             | 1928                     |                      | 4          | 41         | 30         |
| 2000                                                                            | 64 370               | ?         | ?              | 29         | 24            | 5             | 2219                     |                      | 7          | 32         | 30         |
| 2001                                                                            | 65 220               | ?         | ?              | 31         | 26            | 5             | 2103                     |                      | 7          | 41         | 30         |
| 2003                                                                            | 67 890               | ?         | ?              | 82         | 52            | 30            | 827                      |                      | 38         | 604        | 12         |
| 2004                                                                            | 80 000               | ?         | ?              | 36         | 33            | 3             | 2222                     |                      | 8          | 28         | 32         |
| 2007                                                                            | 95 000               | ?         | ?              | 33         | 30            | 3             | 2878                     |                      | 8          | 20         | 30         |
| 2012                                                                            | 76 700               | ?         | ?              | 36         | 32            | 4             | 2130                     | 5                    | 10         | 26         | 33         |
| 2015                                                                            | 75 000               | ?         | ?              | 33         | 29            | 4             | 2272                     | 1                    | 6          | 25         | 32         |
| 2018                                                                            | 70 000               | ?         | ?              | 35         | 31            | 4             | 2000                     | 1                    | 13         | 43         | 30         |
| 2020                                                                            | 71 505               | ?         | ?              | 40         | 36            | 4             | 1787                     | 2                    | 13         | 36         | 37         |
| Fuente: Catholic-Hierarchy, que a su vez toma los datos del Anuario Pontificio. |                      |           |                |            |               |               |                          |                      |            |            |            |

## Episcopologio

### Obispos de la antigua sede de Ptolemaida
- Claro † (fines del siglo II)
- Eneas † (antes de 325-después de 341)
- Nectabo † (mencionado en 381)
- Antioco † (inicio del siglo V)
- Eladio † (mencionado en 431)
- Pablo † (antes de 445-después de 451)
- Fotino † (mencionado en el 485/486)
- Juan I † (mencionado en 518)
- Jorge? † (mencionato en 553)[5]
- Juan II † (siglo XI)

### Obispos de la sede actual
- Macaire Ajemi † (1759-25 de diciembre de 1774 renunció)
- Michel (Germanos) Adam † (25 de diciembre de 1774 consagrado-julio de 1777 nombrado archieparca de Alepo)
- Macarios Fakhoury † (?-1794?)
- Macarios Nahas † (1795-1809?)
- Habib Theodosius † (1809-1833?)
- Michel Bahous, B.S. † (10 de agosto de 1836 consagrado-16 de junio de 1856 confirmado patriarca de Antioquía)
- Hanna Youssef-Sayour † (13 de noviembre de 1856 consagrado-27 de marzo de 1865 confirmado patriarca de Antioquía)
- Agapio Dumani, B.S. † (4 de diciembre de 1864-1893 falleció)
- Athanase Sabbagh, B.S. † (1894-1899?)
- Grégoire Haggiar, B.S. † (24 de marzo de 1901-30 de octubre de 1940 falleció)
  - Sede vacante (1940-1943)
- Georges Hakim † (13 de marzo de 1943-26 de noviembre de 1967 confirmado patriarca de Antioquía)
- Joseph-Marie Raya † (9 de septiembre de 1968-21 de agosto de 1974 renunció)
- Maximos Salloum † (20 de agosto de 1975-23 de julio de 1997 retirado)
- Pierre Mouallem, S.M.S.P. (29 de julio de 1998-18 de julio de 2003 retirado)
  - Sede vacante (2003-2006)
- Elias Chacour (7 de febrero de 2006-27 de enero de 2014 retirado)[nota 1]
- Georges Bacouni (21 de junio de 2014-24 de noviembre de 2018 confirmado archieparca de Beirut y Jbeil)
- Youssef Matta, desde el 18 de marzo de 2019